# Spermospora poagena
Spermospora poagena är en svampart som först beskrevs av R. Sprague, och fick sitt nu gällande namn av MacGarvie & O'Rourke 1969. Spermospora poagena ingår i släktet Spermospora, divisionen sporsäcksvampar och riket svampar.   Inga underarter finns listade i Catalogue of Life.